# 朱小蓀
朱小蓀O.O.M. （英語：Order of Merit of the Police Forces，1959年—），華裔加拿大人，出生於中國上海，1962年隨家人移民加拿大，在温哥華長大。曾任温哥華警察局局長 。2007年8月15日上任直至2015年，是加拿大歴史上的首位華人警察局長。
朱小蓀在警隊生涯中認識了同是任職溫市警隊的白人女子薇琪（Vicki，現已退役），後來更墮入愛河，1985年共結連理。目前兩人育有4名子女。
朱小蓀不會粤語，也不懂普通話，但能聽和講流利上海話，不過他以講英語為主。

## 早年生活
朱小蓀3歲時（1962年）隨父母從中國上海移民加拿大亞伯達省的卡加利，翌年一家遷到安大略省彼德堡市居住，第三年再遷到卑詩省的温哥華落地生根。在温哥華東區長大，是家中四個孩子之中的老大。
他在查尔斯塔珀爵士中学唸中學，並在1978年中學畢業。

## 加入警隊
1978年中學畢業後，朱小蓀進入西門菲沙大學就讀。但由於經濟問題，只讀了一個學期就休學。
1979年5月他加入了温哥華警察局的警隊並成為了一名普通警員（Constable）。在當時，全個温哥華警隊就只有3名華人，朱小蓀是其中一人。

## 重回校園
1983年，有了4年工作基礎的朱小蓀再回到校園。在西門菲沙大學半工讀，修讀工商管理學士夜間兼讀課程。
1986年又在卑詩大學修讀工商管理碩士MBA夜間兼讀課程。並且畢業。因為其警員身份，在學校裡他也是一位警方聯络員，也曾參與一警方的計劃和聯絡工作。

## 屢被晋升

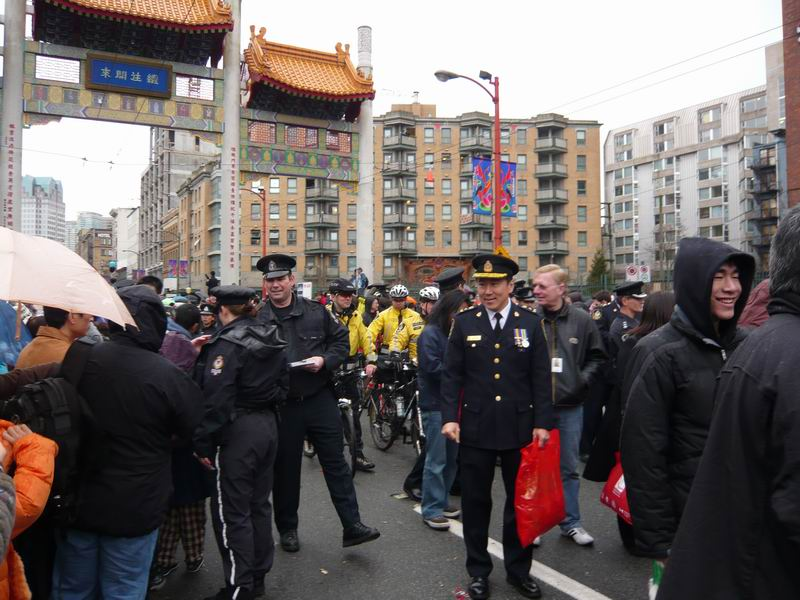
温哥華警察局長朱小蓀2008年出席温哥華華埠的農曆新年大遊行活動

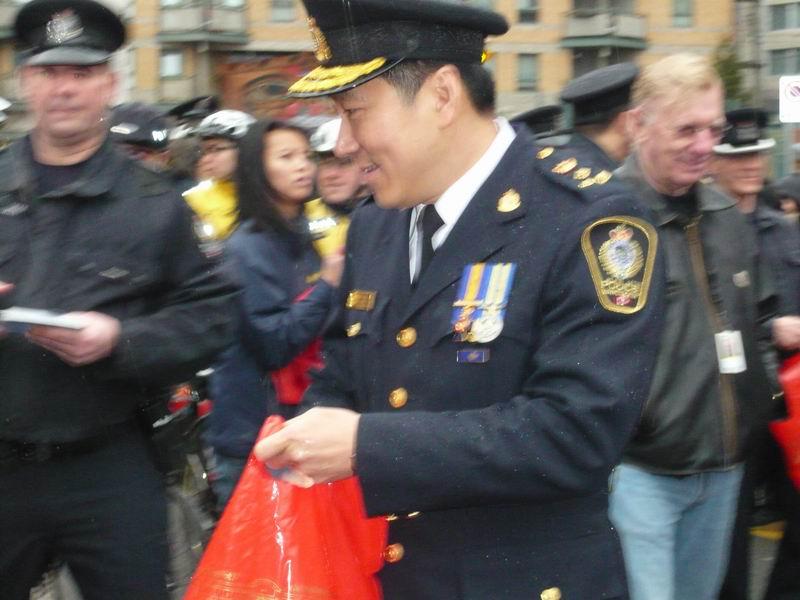
温哥華警察局長朱小蓀2008年出席温哥華華埠的農曆新年大遊行活動

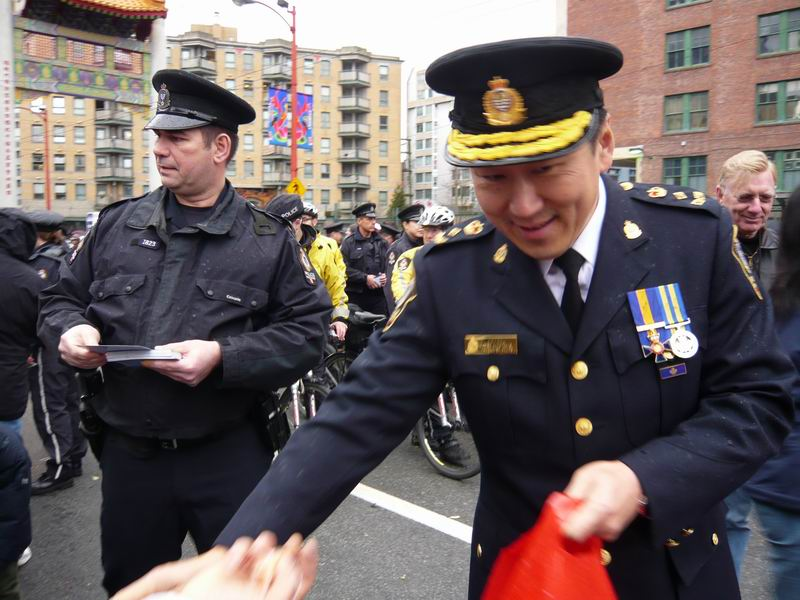
温哥華警察局長朱小蓀2008年出席温哥華華埠的農曆新年大遊行活動

1989年，朱小蓀被晋升為高级警員（Corporal），在911報案中心當班。
1990年獲得晋升警官（Detective），被安排在有組織罪案調查科工作。
1989-91年連升3级。在期間他通過了美國聯邦調查局特種武器和戰術部隊的訓練。
1991年已晋升為警長（Sergeant），於巡邏小隊工作了5年。
1996年轉為招募部警長，負責招聘警員。其間他創作並推出了第一個温哥華警察局的網頁。
1997年6月再升為督察（Inspector）, 轉到執行當值部門。
1998被委派負責E-Comm計劃（electronic communications technology），成為當時的策劃經理（Vancouver Police Project Manager）。
1999年，朱獲得由「卑詩圖書館理事恊會」（The British Columbia Library Trustees Association）頒授之「最佳理事獎」（Super Trustee award）。
2001年成為温哥華市第四區（温哥華西南角，quarter of Vancouver）的區域指揮官（District Commander）。同年他出版了自己贊寫的一本英文書《Law Enforcement Information Technology》。 
2003年成為了温哥華警察局副局長（Deputy Chief Constable），負責人事和人力資源部門，掌管資訊科技和社區計劃的工作。
2007年5月在渥太華，朱小蓀獲得由加拿大總督莊美楷頒授的警務功績勳銜
2007年6月21日，朱小蓀被正式委任為温哥華警察局局長（Chief Constable of Vancouver），接替退休的前局長傑米·葛理翰。
2007年7月，朱被指派管理業務支援部門（Operations Support division）、海外罪案情報科（Oversees criminal intelligence）、緊急事故及有組織罪案調查課（emergency response and the gang and drug squads）。
2007年8月15日，朱小蓀正式上任温哥華警察局局長。是歴史上温哥華以及加拿大首位的華人警察局長。

## 尋根之旅
自從3歲離開中國後，朱小蓀在2009年4月底到5月初首次和家人一道前往故鄉上海訪問尋根。重遊父親當年經營的書店鋪舊建築，感觸良多。朱小蓀此行屬半公半私，也順道到北京拜訪中國國際刑警。

## 仕途
朱小蓀接近30年的警員生涯，一共晋升了8级：
- 1979年—普通警員（Constable）
- 1989年—高級警員（Corporal）
- 1990年—警官（Detective）
- 1991年—警長（Sergeant）
- 1997年—督察（Inspector）
- 2001年—區域指揮官（District Commander）
- 2003年—副局長（Deputy Chief Constable）
- 2007年—局長（Chief Constable）

## 獎項
- 1999年--《最佳理事獎》（Super Trustee award），由《卑詩圖書館理事恊會》（The British Columbia Library Trustees Association）頒授。[4]
- 2007年5月--《警務功績勳銜》（the Order of Merit of Police Forces）勳銜，由加拿大總督莊美楷頒授。[6]

## 外部連結
- Vancouver names Jim Chu as new police chief Archive.today的存檔，存档日期2013-01-15 at CTV.ca, Fri. Jun. 22 2007 (retrieved July 16, 2007)
- Vancouver, meet your new police chief （页面存档备份，存于） by Doug Ward and Kelly Sinoski, Vancouver Sun, Thursday, June 21, 2007 (retrieved July 22, 2007)
- Incoming police chief Jim Chu gets plenty of free advice （页面存档备份，存于） By Carlito Pablo, Georgia Straight, August 2, 2007 (retrieved August 4, 2007)